# 加夫里爾基
49°42′14″N 34°51′31″E / 49.70389°N 34.85861°E
加夫里爾基（烏克蘭語：Гаврилки），是烏克蘭的村落，位於該國中部波爾塔瓦州，由波爾塔瓦區負責管轄，處於斯溫基夫卡河右岸，距離弗洛里夫卡1.5公里，海拔高度115米，2001年人口9。